# Майлдмей, Уолтер
Уолтер Майлдмей (англ. Walter Mildmay; 1523 — 31 мая 1589) — английский дворянин и политический деятель, канцлер казначейства (1566—1589).

## Биография
Уолтер Майлдмей был четвёртым и младшим сыном сэра Томаса Майлдмея и его супруги Агнес Рид. Его отец работал в комиссии по секуляризации монастырей и заработал на этом большое состояние и в 1540 году сэр Томас получил поместье Моулшем (Эссекс), в котором был построен новый особняк.
Получил образование в Колледже Христа, одном из колледжей Кембриджского университета. В 1546 году поступил в Грейс-Инн и стал работать под руководством отца в Суде аугментации в качестве одного из двух инспекторов. На коронации короля Эдуарда VI он был посвящён в рыцари и был членом комиссии по продаже земель, которые ранее принадлежали монастырям. За свою деятельность Майлдмэй получил множество поместий в различных частях королевства, некоторые из которых он обменял на другие поместья.
Неоднократно избирался в парламент от разных округов, а в 1558 году он был избран рыцарем графства Нортгемптоншир, которым он также избирался в последующие годы. Уолтер Майлдмэй активно занимался финансовой деятельностью, изучал отчёты королевских монетных дворов и в 1551 году работал над созданием нового монетного двора в Йорке.
После восшествия на престол королевы Елизаветы произошло его возвышение и Майлдмей стал одним из советников для молодой королевы. Он продолжал заниматься финансовой деятельностью и в 1566 году он был назначен на должность канцлера казначейства и аудитора герцогства Ланкастер, которые он занимал до своей смерти. В 1584 году стал основателем Эммануил-колледжа, который по его идее должен был готовить протестантских священников. Скончался 31 мая 1589 года, был похоронен в церкви Святого Варфоломея (Лондон) рядом с супругой.

## Семья
Майлдмей был женат на Мэри Уолсингем (ум. 1576), дочери Уильяма Уолсингема и его жены Джойс Денни. Упоминается, что у них было 5 детей (2 сына и 3 дочери). Один из сыновей Энтони (ум. 1617) был членом парламента и служил в качестве английского посла во Франции.